# Boulder (Wyoming)
Boulder és una concentració de població designada pel cens dels Estats Units a l'estat de Wyoming. Segons el cens del 2000 tenia 30 habitants.

## Demografia
Segons el cens del 2000, Boulder tenia 30 habitants, 15 habitatges, i 7 famílies. La densitat de població era de 8,9 habitants/km².
Dels 15 habitatges en un 13,3% hi vivien nens de menys de 18 anys, en un 40% hi vivien parelles casades, en un 6,7% dones solteres, i en un 53,3% no eren unitats familiars. En el 46,7% dels habitatges hi vivien persones soles el 13,3% de les quals corresponia a persones de 65 anys o més que vivien soles. El nombre mitjà de persones vivint en cada habitatge era de 2 i el nombre mitjà de persones que vivien en cada família era de 2,71.
Per edats la població es repartia de la següent manera: un 10% tenia menys de 18 anys, un 6,7% entre 18 i 24, un 30% entre 25 i 44, un 36,7% de 45 a 60 i un 16,7% 65 anys o més.
L'edat mediana era de 46 anys. Per cada 100 dones de 18 o més anys hi havia 145,5 homes.
La renda mediana per habitatge era de 12.500 $ i la renda mediana per família de 23.750 $. Els homes tenien una renda mediana de 0 $ mentre que les dones 0 $. La renda per capita de la població era de 7.908 $. Cap de les famílies i el 33,3% de la població estaven per davall del llindar de pobresa.

## Poblacions més properes
El següent diagrama mostra les poblacions més properes.